# Time Out of Mind
| 전문가 평가                   | 전문가 평가 |
| 평가 점수                     | 평가 점수   |
| 출처                          | 점수        |
| ----------------------------- | ----------- |
| AllMusic                      | [ 3 ]       |
| Entertainment Weekly          | A+          |
| The Guardian                  | [ 5 ]       |
| Los Angeles Times             | [ 6 ]       |
| NME                           | 8/10        |
| Pitchfork                     | 9.4/10      |
| Rolling Stone                 | [ 9 ]       |
| The Rolling Stone Album Guide | [ 10 ]      |
| Spin                          | 9/10        |
| The Village Voice             | A−          |

《Time Out of Mind》는 컬럼비아 레코드가 1997년 9월 30일에 발매한 미국의 싱어송라이터 밥 딜런의 서른 번째 스튜디오 음반이다. 1970년 《Self Portrait》 이후 그의 첫 더블 스튜디오 음반이었다. 싱글 CD로도 발매되었다.
많은 팬들과 비평가들에게, 이 음반은 딜런이 1980년대 내내 음악적 정체성과 씨름하는 모습을 보인 이후 예술적 복귀를 의미했고, 그는 1990년 《Under the Red Sky》 이후 7년 동안 어떠한 오리지널 자료도 발표하지 않았다. 《Time Out of Mind》는 딜런의 최고의 음반 중 하나로 환영 받고 있으며, 1998년 올해의 앨범상을 포함한 세 개의 그래미 어워드를 수상하였다. 2012년 《롤링 스톤》의 역사상 가장 위대한 음반 500장 중 410위에도 올랐다.
이 음반에는 프로듀서(과거 딜런 공동작업자) 다니엘 라누아의 작품인 분위기 있는 사운드가 담겨 있는데, 그의 회고록인 《바람만이 아는 대답》에서 조심스럽게 마이크를 배치하고 전략적인 믹싱을 한 혁신적인 작품이 딜런에 의해 상세하게 소개되었다. 딜런은 그동안 라누아의 프로듀싱 스타일을 긍정적으로 평가했지만 《Time Out of Mind》라는 소리에 불만을 표시했다. 딜런은 후속 음반을 자체 프로듀싱을 했다.

## 배경 및 작곡
1991년 4월, 딜런은 폴 졸로와의 인터뷰에서 "노래는 서너 곡 동시에 나올 때가 있었지만, 그 시절은 이미 지나간 지 오래이다...가끔 그 기묘한 노래가 정원문 앞에서 불독처럼 내게 와서 쓰라고 요구할 것입니다. 하지만 대부분은 당장 제 마음속에서 거부당합니다. 당신은 누가 정말로 그것을 들어야 하는지 궁금해하는 것에 휘말리게 됩니다. 아마 사람은 충분히 곡을 썼던 지경에 이를지도 모릅니다. 다른 사람이 쓰도록 하세요."
딜런의 오리지널 소재 마지막 음반은 1990년대 《Under the Red Sky》로, 비판적이고 상업적인 실망이었다. 그 이후 그는 포크 커버의 《Good as I Been to You》와 《World Gone Wrong》 두 장의 음반을 발표했고, 오래된 작곡들의 라이브 음반인 《MTV Unplugged》를 발매했다. 1996년까지 신선한 작곡의 흔적은 없었다.
딜런은 1996년 겨울 미네소타주에 있는 자신의 농장에서 신선한 일련의 노래를 쓰기 시작했는데, 이것은 나중에 《Time Out of Mind》를 구성하게 될 것이다. 미국 플로리다주 마이애미의 레귤러 스튜디오가 녹화 예약됐다. 찰리 로즈와의 TV 인터뷰에서, 라누아는 딜런이 이 일을 하면서 늦은 밤 많은 시간을 보내는 것에 대해 이야기한 것을 회상했다. 라누아에 따르면, 일단 이 말이 완성되자 딜런은 "우리가 무엇을 결정하든 간에, 그것은 바로 그거야"라고 말하며 녹음이 완성되는 것을 고려했다고 한다. 라누아는 "중요한 것은 그것이 쓰여져 있다는 것이다."라고 대답했다.

## 곡 목록
모든 곡들은 밥 딜런에 의해 작사/작곡하였다.
| #   | 제목                             | 재생 시간 |
| --- | -------------------------------- | --------- |
| 1.  | 〈Love Sick〉                    | 5:21      |
| 2.  | 〈Dirt Road Blues〉              | 3:36      |
| 3.  | 〈Standing in the Doorway〉      | 7:43      |
| 4.  | 〈Million Miles〉                | 5:52      |
| 5.  | 〈Tryin' to Get to Heaven〉      | 5:21      |
| 6.  | 〈'Til I Fell in Love with You〉 | 5:17      |
| 7.  | 〈Not Dark Yet〉                 | 6:29      |
| 8.  | 〈Cold Irons Bound〉             | 7:15      |
| 9.  | 〈Make You Feel My Love〉        | 3:32      |
| 10. | 〈Can't Wait〉                   | 5:47      |
| 11. | 〈Highlands〉                    | 16:31     |

## 인증
| 국가                                                  | 인증     | 판매량/출하량 |
| ----------------------------------------------------- | -------- | ------------- |
| 오스트레일리아 (ARIA)                                 | 골드     | 35,000^       |
| 캐나다 (뮤직 캐나다)                                  | 골드     | 50,000^       |
| 뉴질랜드 (RMNZ)                                       | 골드     | 7,500^        |
| 노르웨이 (IFPI 노르웨이)                              | 골드     | 25,000*       |
| 영국 (BPI)                                            | 골드     | 100,000^      |
| 미국 (RIAA)                                           | 플래티넘 | 1,000,000^    |
| *판매량을 기반으로 한 인증 ^출하량을 기반으로 한 인증 |          |               |